# Kaulinranta
Kaulinranta (även: Kauliranta) är en ort i Övertorneå kommun i landskapet Lappland i Finland. Kaulinranta utgjorde en tätort vid folkräkningarna 1960, 1970 och 1980 samt vid tätortsavgränsningen 1995.
Orten ligger vid Torneälvens östra strand och passeras av riksväg 21 och Kolaribanan. På andra sidan älven ligger Sverige och orterna Övre Kuivakangas och Korva. På Lantmäteriverkets karta skrivs orten Kauliranta. I Kaulinranta finns en grundskola, benämnd Kaulirannan koulu.
Namnet består av Kauli i genetiv och ranta vilket betyder strand. Kauli eller Kauri är ett mansnamn tillhörande den karelska namntraditionen och ursprungligen kommet ur namnet Gabriel.

## Befolkningsutveckling
| Befolkningsutvecklingen i Kaulinranta 1960–1995       | Befolkningsutvecklingen i Kaulinranta 1960–1995 | Befolkningsutvecklingen i Kaulinranta 1960–1995 | Befolkningsutvecklingen i Kaulinranta 1960–1995 | Befolkningsutvecklingen i Kaulinranta 1960–1995 |
| ----------------------------------------------------- | ----------------------------------------------- | ----------------------------------------------- | ----------------------------------------------- | ----------------------------------------------- |
|                                                       |                                                 |                                                 |                                                 |                                                 |
| År                                                    |                                                 |                                                 | Folkmängd                                       | Landareal (km²)                                 |
| 1960                                                  | 1960                                            |                                                 | 697                                             | 3,35                                            |
| 1970                                                  | 1970                                            |                                                 | 376                                             | 3,35                                            |
| 1980                                                  | 1980                                            |                                                 | 370                                             | 6,0                                             |
| 1995                                                  | 1995                                            |                                                 | 289                                             | 3,4                                             |
| Anm.: Ej tätort 1990. Ny tätort 1995. Ej tätort 2000. |                                                 |                                                 |                                                 |                                                 |